# Austvågøy
Austvågøy o Austvågøya és la més nord-oriental de les illes més grans de l'arxipèlag de Lofoten al comtat de Nordland, Noruega. Es troba entre Vestfjorden i la Mar de Noruega. L'illa de Vestvågøy es troba al sud-oest i la gran illa de Hinnøya al nord-est.
La major part de l'illa és part del municipi de Vågan, mentre que la part nord-est pertany al municipi de Hadsel. La ciutat principal de l'illa és Svolvær. Austvågøya és popular entre escaladors de muntanya. El famós Fiord de Troll està situat a la part oriental de l'illa. Austvågøy està connectat per la carretera ruta europea E10 a la veïna illa de Hinnøya, a l'est amb el Pont Raftsund i per l'illa de Gimsøya a l'oest amb el Pont Gimsøystraumen.

## Geografia
La superfície de l'illa és de 526.7 km² (203.4 milles quadrades). Té 40 km de llarg en la direcció est a oest i 30 km d'ample de nord a sud. Les illes dels voltants d'Austvågøya inclouen Gimsøya i Vestvågøy a l'oest, Skrova, Litlmolla i Stormolla al sud, Hinnøya cap a l'est i Hadseløya al nord.
Austvågøya és en gran part una muntanya massís, amb terres baixes gairebé exclusivament a les platges costaneres, l'ala de terres baixes al voltant de la costa. El pic més alt de l'illa (i de totes les Lofoten) és el Higravstinden de 1146 metres d'altura, situat a la part oriental de l'illa. Svartsundtindan (1050 m - 3440 peus), Trolltindan (1045 m - 3428 peus), i Olsanestind (1000 m - 3300 peus) són també a la part de l'est, mentre que el famós Vågakallen (942 m - 3091 peus) plana sobre Henningsvær a la part sud-oest.

## Nom
La forma del nom en Nòrdic antic era Vágøy. El primer element és el nom del lloc de la vella església a Vågan on l'Església de Vågan es troba en l'actualitat. El darrer element és  øy , que significa "illa". La paraula  Aust  (que significa "est") va ser afegida posteriorment al nom per diferenciar-la amb la veïna illa de Vestvågøy.

## Galeria d'imatges

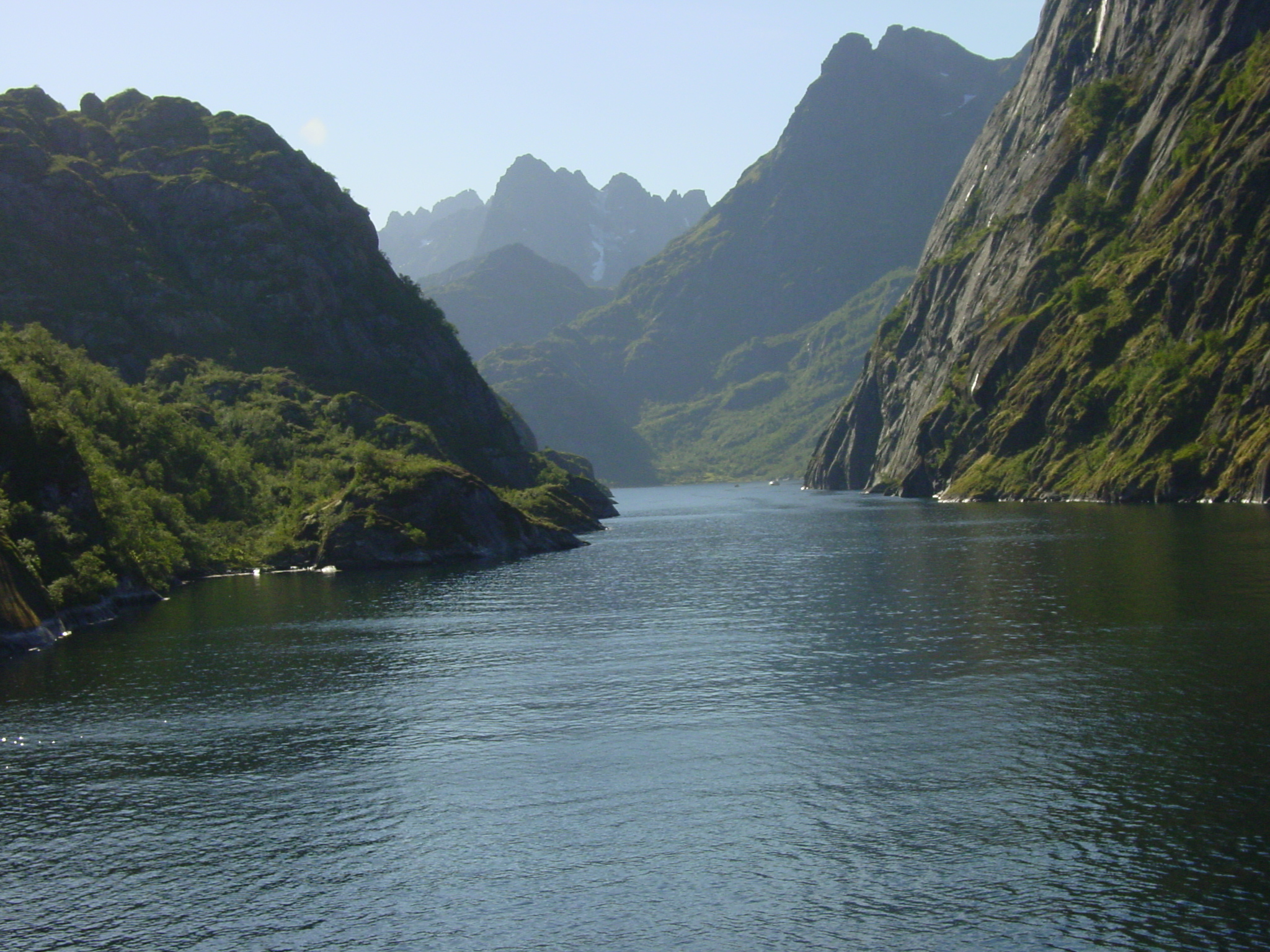
Trollfjord
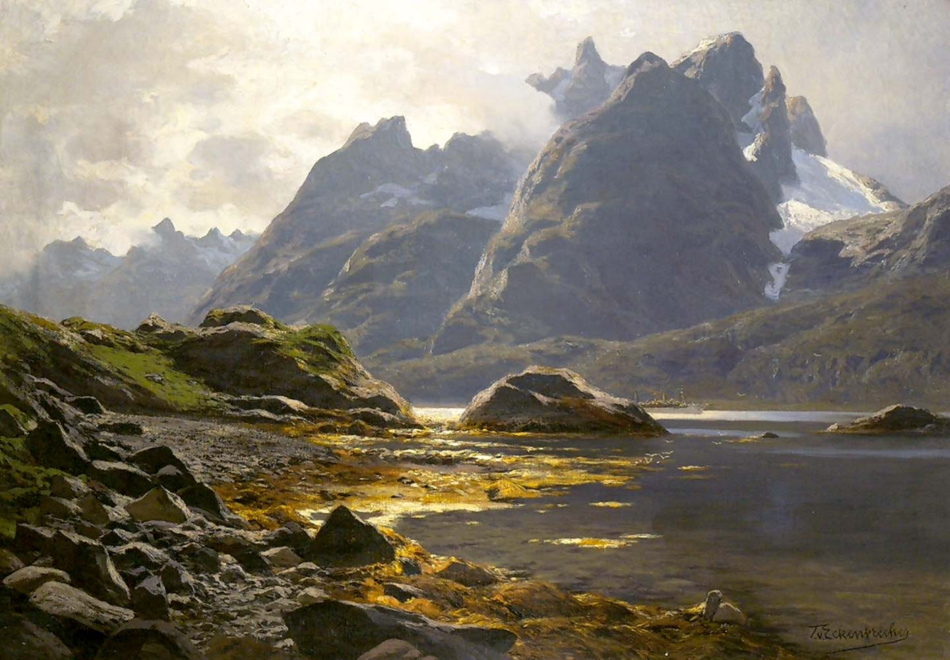
Raftsundet (estret) entre Austvågøy i Hinnøya, pintura d'Eckenbrecher
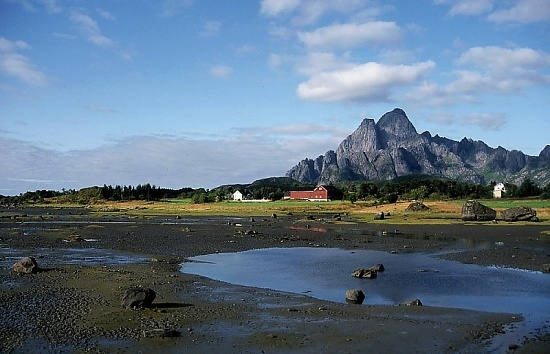
Vågakallen, a 942 metres d'altitud